# Tamás Lévai
Tamás Lévai (1999) es un deportista húngaro que compite en lucha grecorromana.
Ganó una medalla de bronce en el Campeonato Mundial de Lucha de 2022 y una medalla de bronce en el Campeonato Europeo de Lucha de 2022, ambas en la categoría de 82 kg.

## Palmarés internacional
| Campeonato Mundial | Campeonato Mundial | Campeonato Mundial | Campeonato Mundial |
| Año                | Lugar              | Medalla            | Categoría          |
| ------------------ | ------------------ | ------------------ | ------------------ |
| 2022               | Belgrado (Serbia)  | Medalla de bronce  | 82 kg              |
| Campeonato Europeo |                    |                    |                    |
| Año                | Lugar              | Medalla            | Categoría          |
| 2022               | Budapest (Hungría) | Medalla de bronce  | 82 kg              |